# Дворец Марли
Дворец Марли се намира във френския град Марли-ле-Руа в департамент Ивлин в регион Ил дьо Франс, около 15 километра западно от Париж.

## История
Преди френският крал Луи XIV да се реши да установи постоянното си седалище във Версай, той е разпоредил строежа на един ловен и летен дворец в гр. Марли като лични покои, където може да се оттегли на спокойствие; малкият град Марли, който вече е съществувал там, е преименуван в Марли-ле-Руа (Кралско Марли). Строежът на кралското жилище и парка изцяло променили облика на града и околността. Строителните работи започват през 1679 г. под ръководството на Жул Ардуен-Мансар и продължават до 1686 година.
Основната сграда била придружена от общо дванадесет отделни павилиона, на които от своя страна били отредени малки градини. Павилионите, разположени симетрично по дългите страни на централна ос, състояща се от водни басейни, са били използвани за настаняване на гости; самият крал е живял в главния корпус на двореца. Всички сгради са били покрити с илюзионна архитектура – следователно действителната архитектура е била много проста и скромна.
Този „разчупен“ начин на строителство под формата на отделни павилиони, използван за първи път в Марли, бързо се разпространява в цяла Европа. В немскоговорещите страни, дворецът и градините в Марли послужват като модел за двореца в Голямата градина в Дрезден (1678-83 г.), двореца Клеменсверт близо до Зьогел (1737-47 г.), Ермитажа във Вагхойзел и двореца за удоволствия „Фаворит“ в Майнц (1700–22 г.).
С помощта на „машината Марли“, малко по-надолу по течението на р. Сена спрямо гр. Марли ле Руа, хидравлично се изпомпва вода, която се отвежда чрез акведукта Лувесиен в язовир в гр. Лувесиен, който е разположен на 100 метра по-високо. От там поради високото разположение и натиска на вода се изпуска определено количество вода – по желание на краля – за да се задействат изкуствените водопади в парка на дворец Марли или водата се отвежда чак до парка на Версайския дворец (който по природа е беден на водни ресурси), за да се задействат многобройните фонтани в него.
Луи XVI Френски и съпругата му Мария-Антоанета са последните двама представители на френското кралско семейство, живеещи в двореца в Марли-ле-Руа. След революцията имотът е изоставен и е пропаднал. Той е продаден на производител на памук през 1799/1800 г., но фабриката му в двореца фалира през 1806 г. На следващата година Наполеон I придобива имота от името на държавата, в чиято собственост той се намира и до днес. През 1816 г. дворецът е окончателно съборен.
Днес са запазени само няколко останки от основите на двореца. Помпената система също вече не е налична. Градините са запазени само в много опростен вид. Група от скулптури на коне, които били украшение на корито за напояване на коне, разположено на някогашната тераса на двореца, днес стои в началото на авеню Шан-з-Елизе от 1794 г. насам, докато копия на скулптурите са поставени през 1985 г. отново в Марли. Някои произведения на изкуството от двореца са изложени в Cour Marly в Лувъра.
През 1932 г. паркът на дворец Марли е обявен за „Monument Historique“ (исторически паметник). Френският генерал Шарл дьо Гол е живял тук няколко месеца след оставката си.

Френската къща за нишови парфюми Parfums de Marly е кръстена на двореца Марли.
- Общ план на дворец Марли от 18-и век
- Вътрешността на основната сграда на двореца.
- План на баните в Марли
- Скулптура от групата коне от парка на дворец Марли. Склптор: Гийом Кусту Стари, около 1745 г., днес в Лувъра

## Уеб връзки
- Марли държавни активи (на френски)
- Гледка от птичи поглед на текущото състояние на комплекса Архив на оригинала от 2007-09-27 в Wayback Machine.
- Дворцовият парк Марли-ле-Руа

|  | Тази страница частично или изцяло представлява превод на страницата Schloss Marly-le-Roi в Уикипедия на немски. Оригиналният текст, както и този превод, са защитени от Лиценза „Криейтив Комънс – Признание – Споделяне на споделеното“, а за съдържание, създадено преди юни 2009 година – от Лиценза за свободна документация на ГНУ. Прегледайте историята на редакциите на оригиналната страница, както и на преводната страница, за да видите списъка на съавторите. ВАЖНО: Този шаблон се отнася единствено до авторските права върху съдържанието на статията. Добавянето му не отменя изискването да се посочват конкретни източници на твърденията, които да бъдат благонадеждни. |

1. ↑  Parfums de Marly